# Ladirat
 Ladirat  (también así en occitano) es una población y comuna francesa, situada en la región de Mediodía-Pirineos, departamento de Lot, en el distrito de Figeac y cantón de Latronquière.

## Demografía
| 187 | 178 | 158 | 161 | 132 | 117 |
| Para los censos de 1962 a 1999 la población legal corresponde a la población sin duplicidades (Fuente: INSEE [Consultar]) |     |     |     |     |     |